# تايلور هايندز
تايلور جاسمين هايندز (من مواليد 25 أبريل 1999) هي لاعبة كرة قدم محترفة تلعب في مركز الظهير أو لاعبة وسط مع نادي ليفربول لكرة القدم للسيدات في الدوري السوبر للسيدات، قائد الفريق الثاني، مثلت منتخب إنجلترا في مختلف مستويات الشباب قبل أن تختار اللعب لصالح منتخب منتخب جامايكا لكرة القدم للسيدات على المستوى الأول.

## مسيرتها الكروية
بدأت هيندز لعب كرة القدم في سن العاشرة مع فريق التطوير في نورثامبتون تاون. اكتشفها أحد أعضاء فريق أرسنال، وبدأت اللعب مع فريق الناشئين بعد ذلك بوقت قصير.

### نادي أرسنال
ظهرت هيندز لأول مرة مع أرسنال خلال فوز أرسنال 7-0 على لندن بيز في كأس الاتحاد الإنجليزي لكرة القدم للسيدات 2017. دخلت كبديلة في الدقيقة 46 من المباراة لإيما ميتشل.

### نادي إيفرتون
في يناير 2018، وقّعت هيندز مع إيفرتون حتى صيف 2019 إلى جانب زميلتها في الفريق كلوي كيلي، التي كانت مُعارة بالفعل إلى البلوز.

### نادي ليفربول
وقعت هيندز مع ليفربول في يوليو 2020؛ ووقعت عقدًا جديدًا طويل الأمد في يناير 2022، وفازت ببطولة الاتحاد الإنجليزي لكرة القدم للسيدات مع الريدز في نفس الموسم. في ربيع عام 2023، عُيّنت نائبةً لقائدة ليفربول، وقادت الفريق في عدة مناسبات منذ ذلك الحين في غياب قائدة الفريق نيام فاهي.
في مارس 2025، وخلال مباراة ربع نهائي كأس الاتحاد الإنجليزي للسيدات ضد أرسنال، تعرضت هيندز لـ"تعليقات جنسية غير لائقة" من أحد الحضور، والذي طُرد لاحقًا. أصدر ليفربول وهيندز بيانًا مشتركًا يدين الحادثة، وأشادت بهيندز من قبل مديرة أعمالها آمبر وايتلي "لموقفها".

## مسيرتها الدولية
مثلت هيندز إنجلترا في منتخبات تحت 17 عامًا، وتحت 19 عامًا، وتحت 23 عامًا. وكانت جزءًا من تشكيلة إنجلترا التي فازت بالميدالية البرونزية في كأس العالم للسيدات تحت 20 عامًا 2018 في فرنسا.وشاركت مع منتخب تحت 17 عامًا في كأس العالم للسيدات تحت 17 عامًا 2016 في الأردن. اختارت هيندز تمثيل جامايكا على مستوى الكبار، وتلقت أول استدعاء لها للانضمام إلى المنتخب الأول في أكتوبر 2024 لمباراة ودية ضد فرنسا.

## إحصائيات

### مع النادي
آخر تحديث  9 فبراير 2025.
| النادي  | الموسم  | الدوري                          | الدوري | الدوري | كأس الاتحاد | كأس الاتحاد | كأس الدوري | كأس الدوري | المجموع | المجموع |
| النادي  | الموسم  | الدوري                          | لعب    | أهداف  | لعب         | أهداف       | لعب        | أهداف      | لعب     | أهداف   |
| ------- | ------- | ------------------------------- | ------ | ------ | ----------- | ----------- | ---------- | ---------- | ------- | ------- |
| أرسنال  | 2017–18 | دوري السوبر للسيدات             | 0      | 0      | 0           | 0           | 2          | 0          | 2       | 0       |
| إيفرتون | 2017–18 | دوري السوبر للسيدات             | 6      | 0      | 2           | 0           | 0          | 0          | 8       | 0       |
| إيفرتون | 2018–19 | دوري السوبر للسيدات             | 12     | 0      | 1           | 0           | 2          | 0          | 15      | 0       |
| إيفرتون | 2019–20 | دوري السوبر للسيدات             | 6      | 0      | 1           | 0           | 4          | 1          | 11      | 1       |
| إيفرتون | المجموع | المجموع                         | 24     | 0      | 4           | 0           | 6          | 1          | 34      | 1       |
| ليفربول | 2020-21 | بطولة الاتحاد الإنجليزي للسيدات | 20     | 0      | 1           | 0           | 3          | 0          | 24      | 0       |
| ليفربول | 2021-22 | بطولة الاتحاد الإنجليزي للسيدات | 22     | 3      | 2           | 0           | 5          | 1          | 29      | 4       |
| ليفربول | 2022–23 | دوري السوبر للسيدات             | 22     | 0      | 1           | 0           | 5          | 0          | 28      | 0       |
| ليفربول | 2023–24 | دوري السوبر للسيدات             | 16     | 2      | 1           | 0           | 3          | 0          | 20      | 2       |
| ليفربول | 2024–25 | دوري السوبر للسيدات             | 13     | 2      | 2           | 0           | 3          | 0          | 18      | 2       |
| ليفربول | الجموع  | الجموع                          | 93     | 7      | 7           | 0           | 19         | 1          | 119     | 8       |
| إجمالي  | إجمالي  | إجمالي                          | 117    | 7      | 11          | 0           | 25         | 2          | 155     | 9       |

1. ↑  يشمل كأس الاتحاد الإنجليزي للسيدات
2. ↑  يشمل كأس الدوري الإنجليزي للسيدات

## الإنجازات
ليفربول
- بطولة الاتحاد الإنجليزي لكرة القدم للسيدات: 2021-22.

منتخب إنجلترا تحت 20 عامًا
- المركز الثالث في كأس العالم للسيدات تحت 20 عامًا: 2018.